# Bisdom Willemstad
Het bisdom Willemstad (Latijn: Dioecesis Gulielmopolitana) is een rooms-katholiek bisdom in de Caraïben. Het  omvat zes eilanden: Curaçao, Aruba, Sint Maarten en de openbare lichamen Bonaire, Sint Eustatius en Saba van Caribisch Nederland. Hoofdkerk is de Kathedraal van Pietermaai.

## Korte geschiedenis
In 1752 werden de eilanden een apostolische prefectuur en in 1842 een apostolisch vicariaat. Martinus Niewindt was de eerste apostolisch vicaris.
In 1958 verhief Paus Johannes XXIII het vicariaat tot bisdom, met als eerste bisschop Joannes Holterman. De eilanden waren vanaf dan moment officieel missiegebied af en de parochiekerk van Pietermaai in Willemstad werd een kathedraal. 
Na de onafhankelijkheid van Trinidad en Tobago (in 1962) werd het bisdom Willemstad onder het aartsbisdom Port of Spain geplaatst, waarvan het sinds 1970 een suffragaan bisdom is. 

## Bisschoppen
- Lijst van bisschoppen van Willemstad